# Discothyrea hewitti
Discothyrea hewitti är en myrart som beskrevs av Arnold 1916. Discothyrea hewitti ingår i släktet Discothyrea och familjen myror. Inga underarter finns listade i Catalogue of Life.

## Bildgalleri

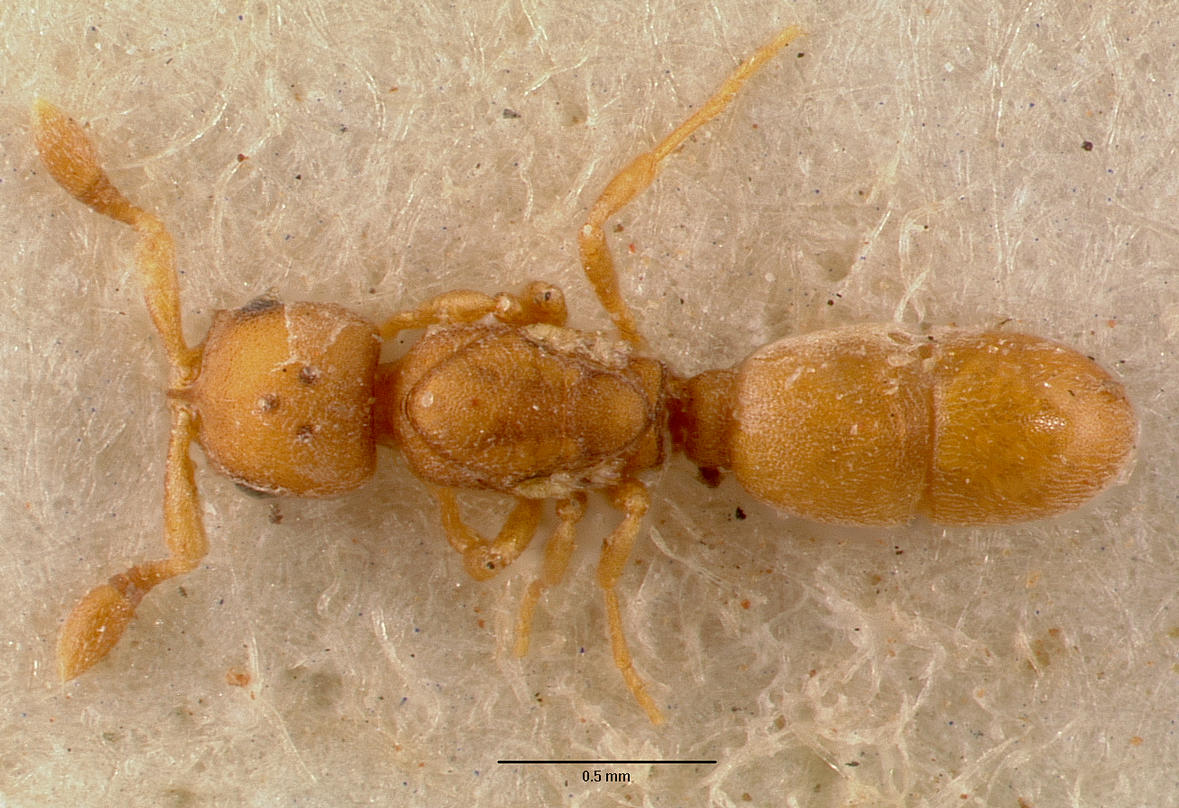
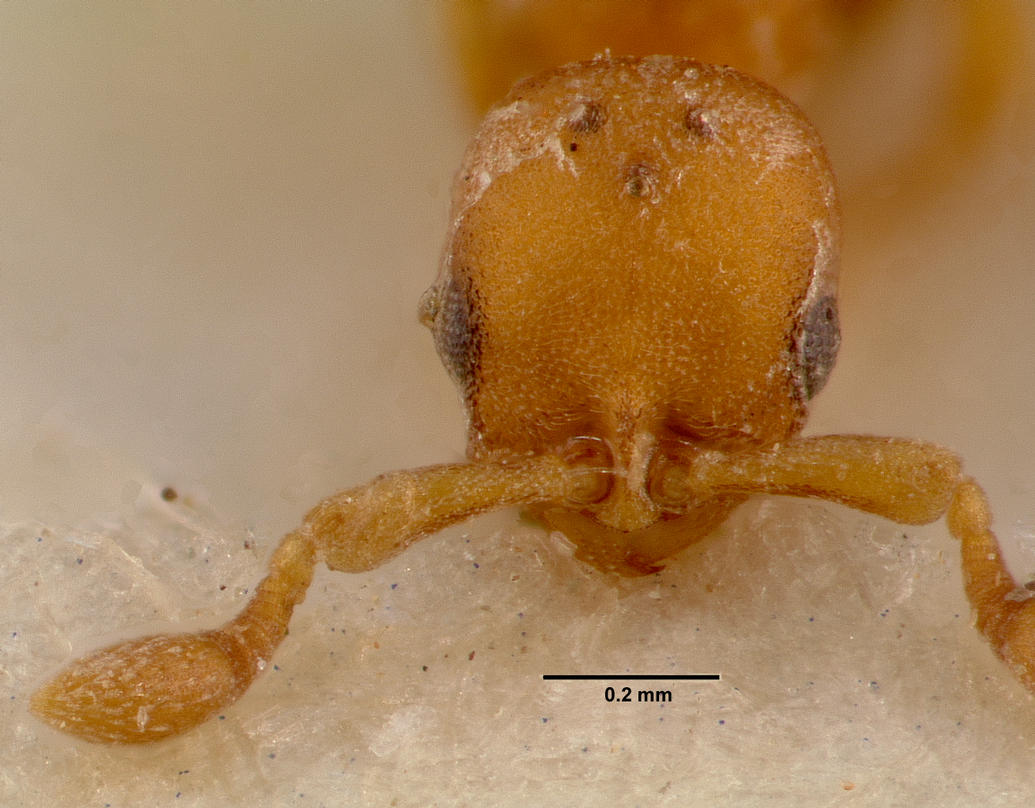
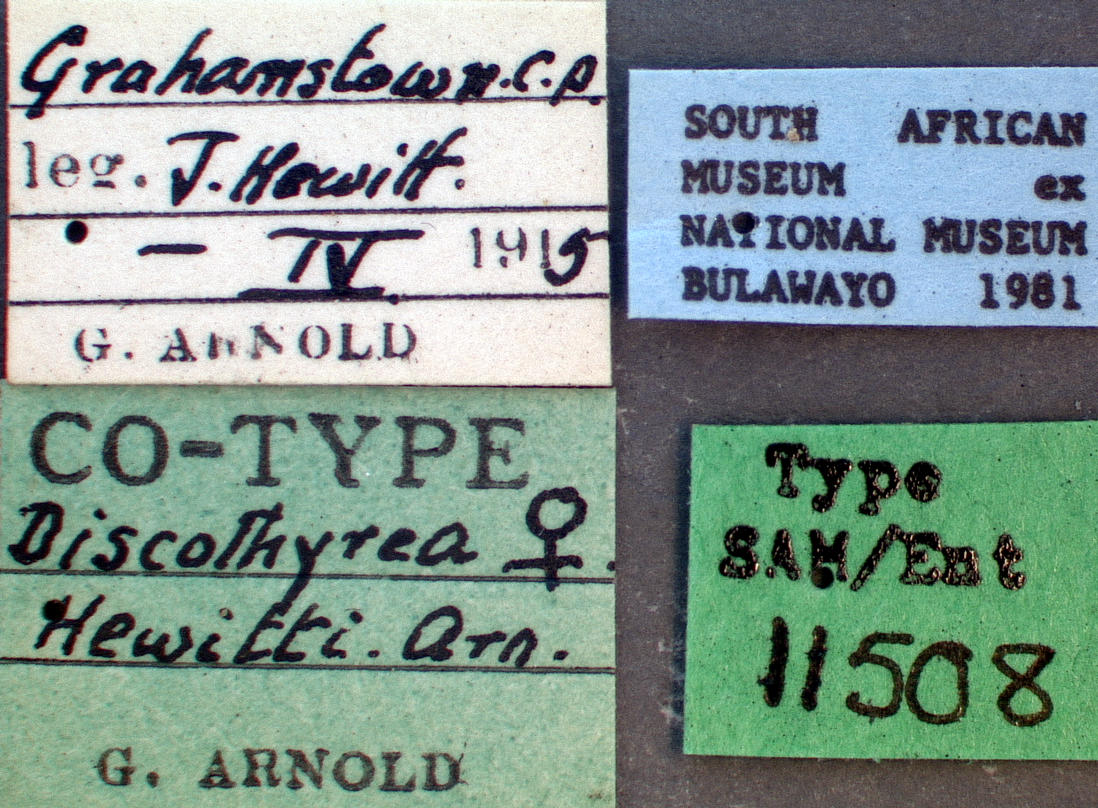
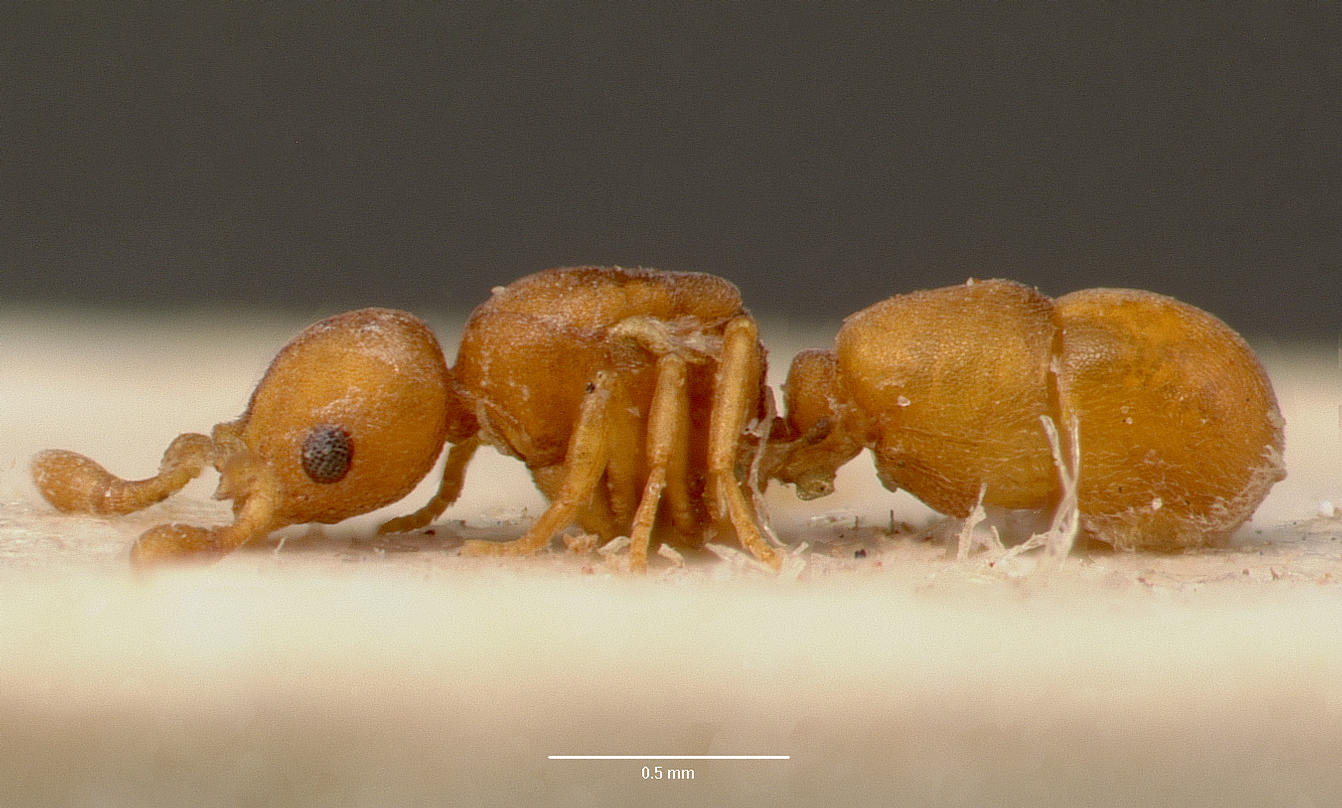
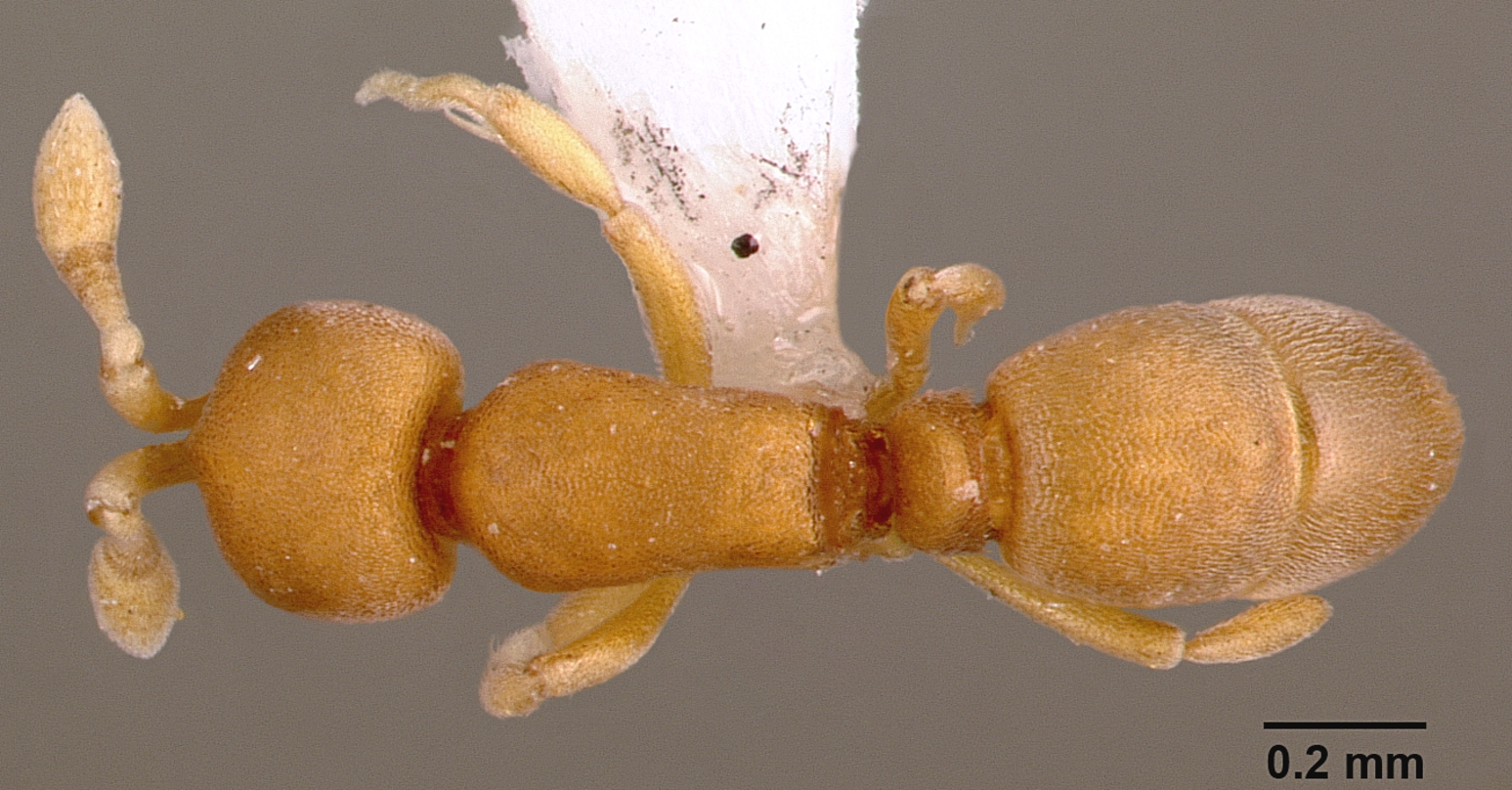
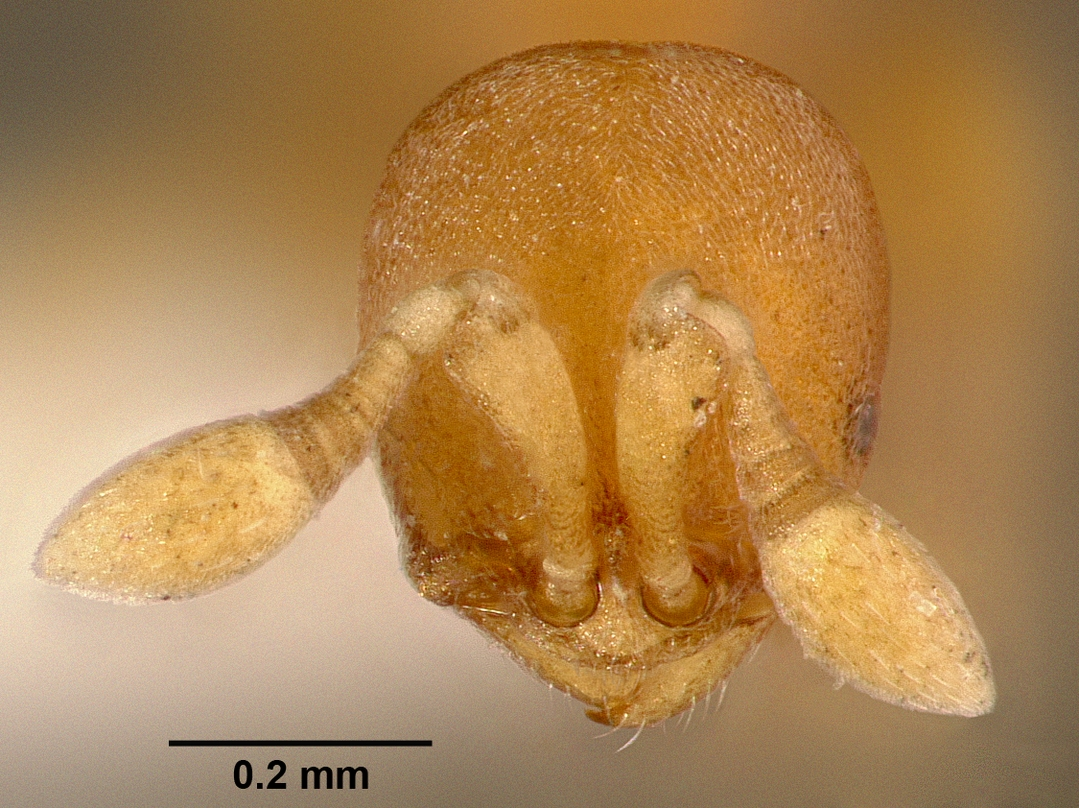